# Argiolaus calisto
Argiolaus calisto är en fjärilsart som beskrevs av John Obadiah Westwood 1851. Argiolaus calisto ingår i släktet Argiolaus och familjen juvelvingar. Inga underarter finns listade i Catalogue of Life.